# Hopperbagger

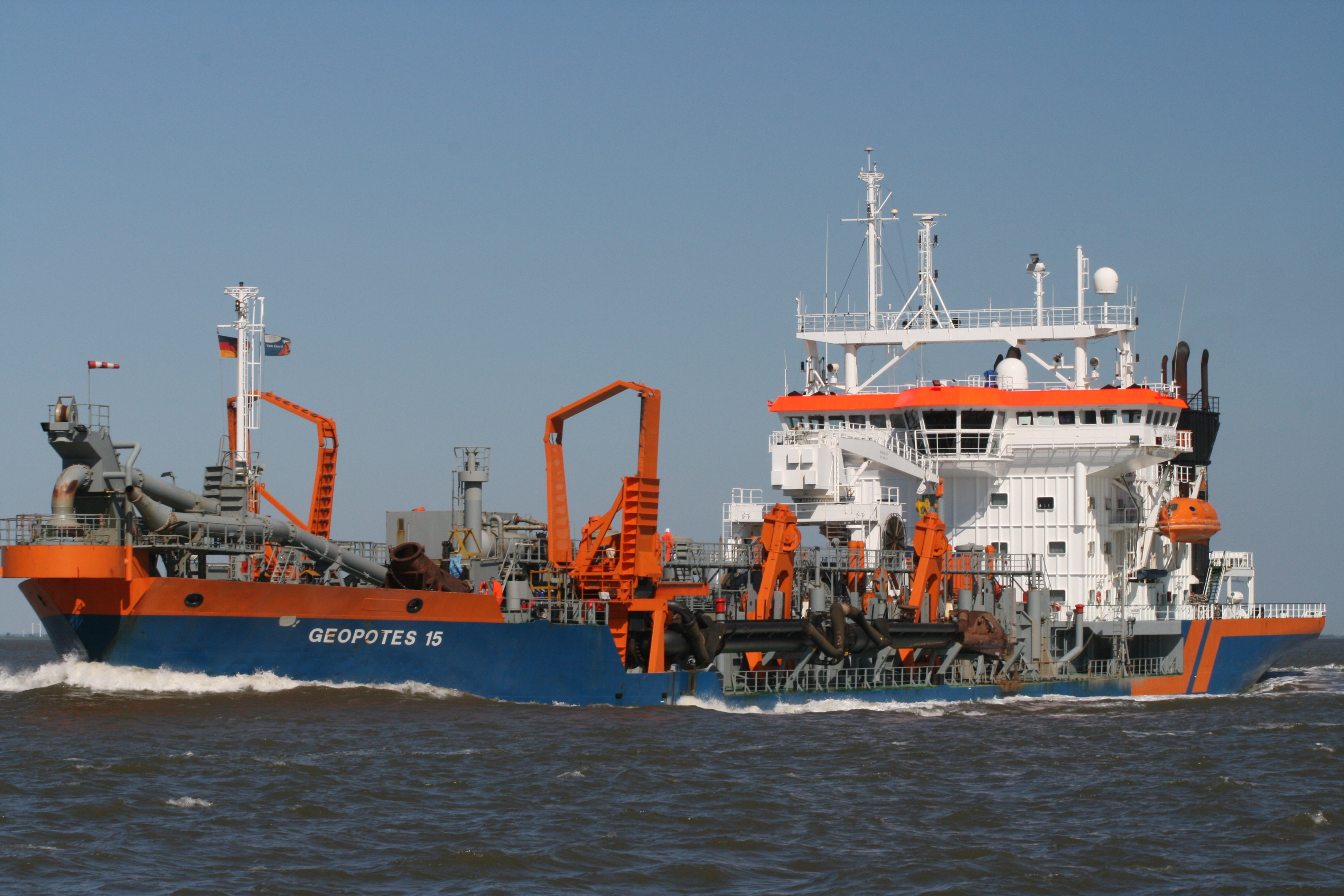
Hopperbagger Geopotes 15 vollbeladen am 4. Mai 2007 vor Cuxhaven

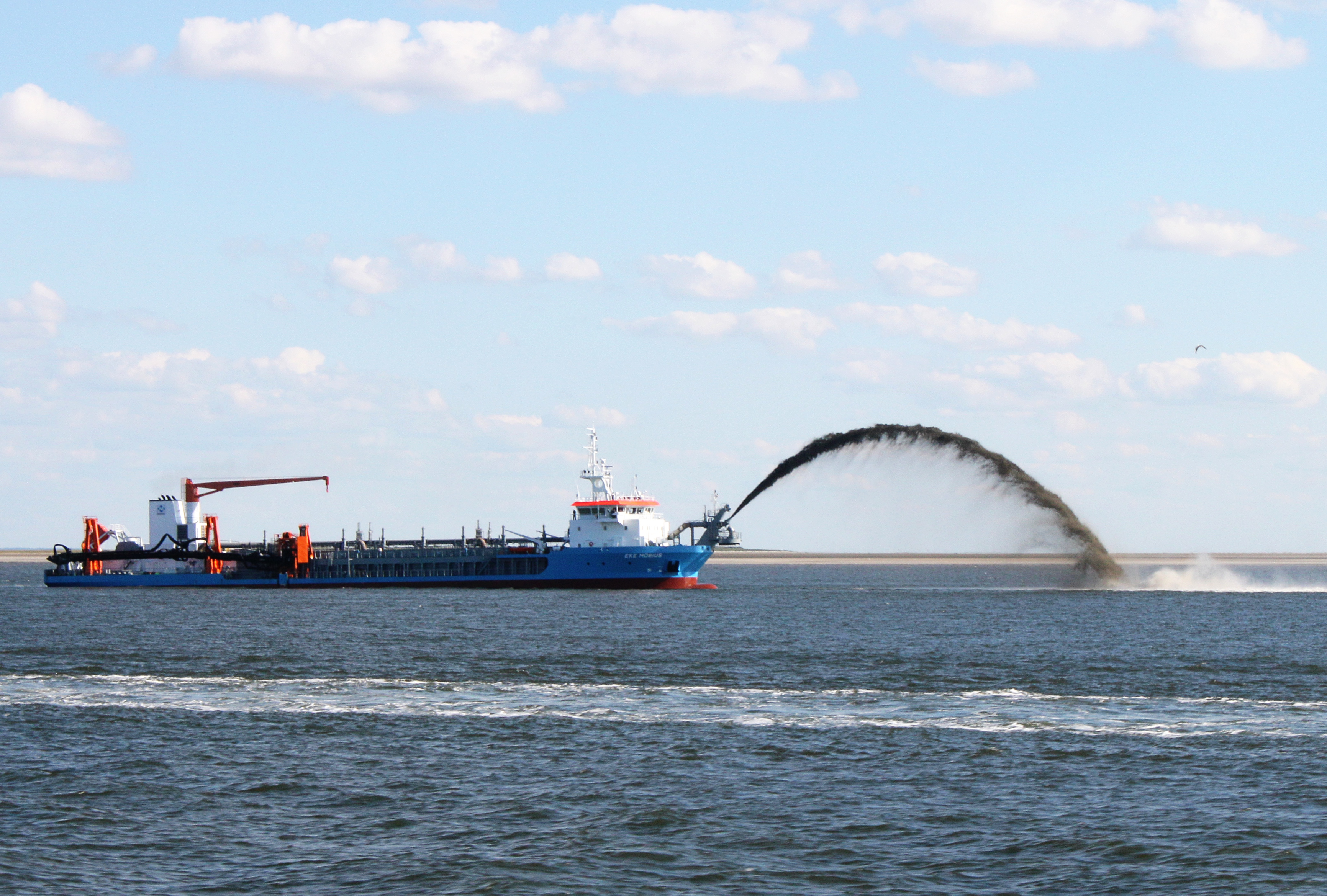
Hopperbagger/Spülschiff Eke Möbius vor Cuxhaven, Spülgutfontäne fällt ins Wasser (2012)

Ein Hopperbagger ist ein seetüchtiges, selbstfahrendes Laderaumsaugbaggerschiff, mit dem das Baggergut (festes Material; genauer: ein Boden-Wasser-Gemisch) durch Schleppköpfe von der Gewässersohle gelöst und durch einen Saugkopf und ein Saugrohr in den Laderaum (Hoppertanks / engl. hopper = Laderaum, Bunker) im Schiff gepumpt wird. Das Wasser dient dabei als Transportmedium und fließt noch während des Ladevorganges zum allergrößten Teil wieder außerbords.

## Arbeitsweise

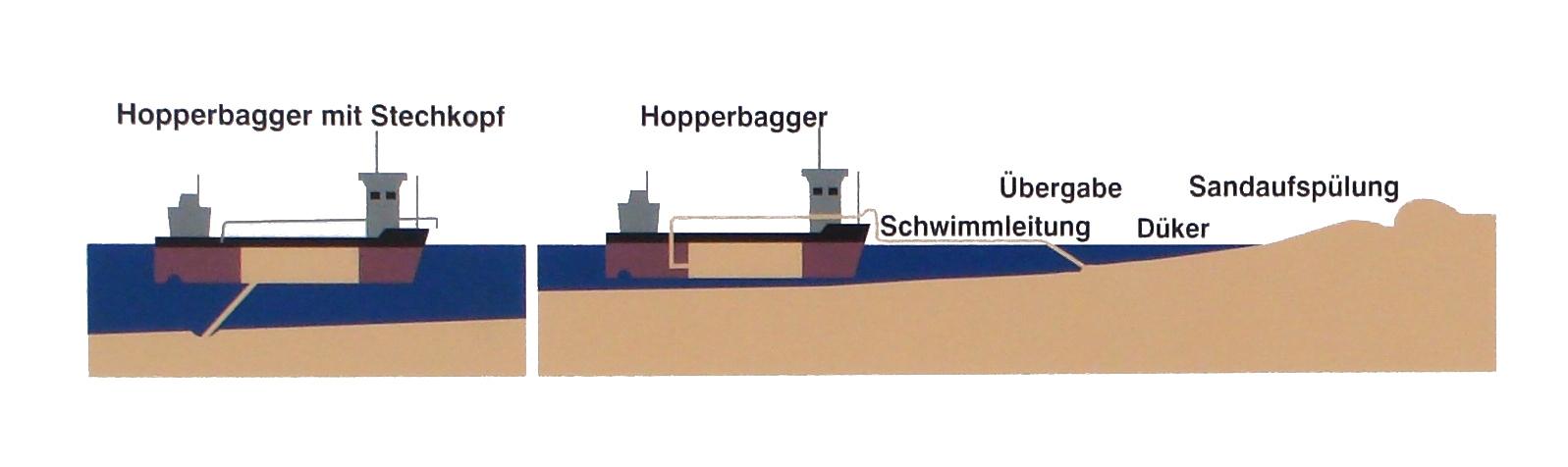
Prinzip der Sandaufnahme und Übergabe des Hopperbaggers

Hopperbagger arbeiten mit Hilfe einer oder mehrerer Kreiselpumpen.
Am unteren Ende einer Saugleitung, die seitlich am Schiff angebracht ist, befinden sich so genannte Schleppköpfe. Diese lösen an der Gewässersohle das Sediment, welches als Baggergut bei langsamer Vorwärtsfahrt in den Laderaum gepumpt wird.
Das hierbei mit in den Laderaum gepumpte Wasser wird durch einen Überlauf abgelassen, so dass nur festes Baggergut im Laderaum verbleibt. Nach Beendigung des Baggervorgangs wird das Baggergut zu Klappstellen transportiert und dort verklappt oder verspült.

## Verwendung
Hopperbagger werden zum Vertiefen von Fahrrinnen und für Unterhaltungsbaggerungen in Gewässern eingesetzt. Sie sind nur für leicht lösbare Sedimente und Böden geeignet, also in der Regel Sand.
Sie werden auch bei Strandaufspülungen auf Sylt und Norderney eingesetzt. Hier nehmen sie auf offener See den Sand auf und spülen durch Rohrleitungen ein Wasser-Sand-Gemisch als Küstenschutz an den Strand.
Die größten Hopperbagger sind die beiden Schiffe der Cristóbal-Colón-Klasse. Deutlich kleiner sind die Schiffe der Marieke-Klasse.